# Wilhelm Eder (Abt)

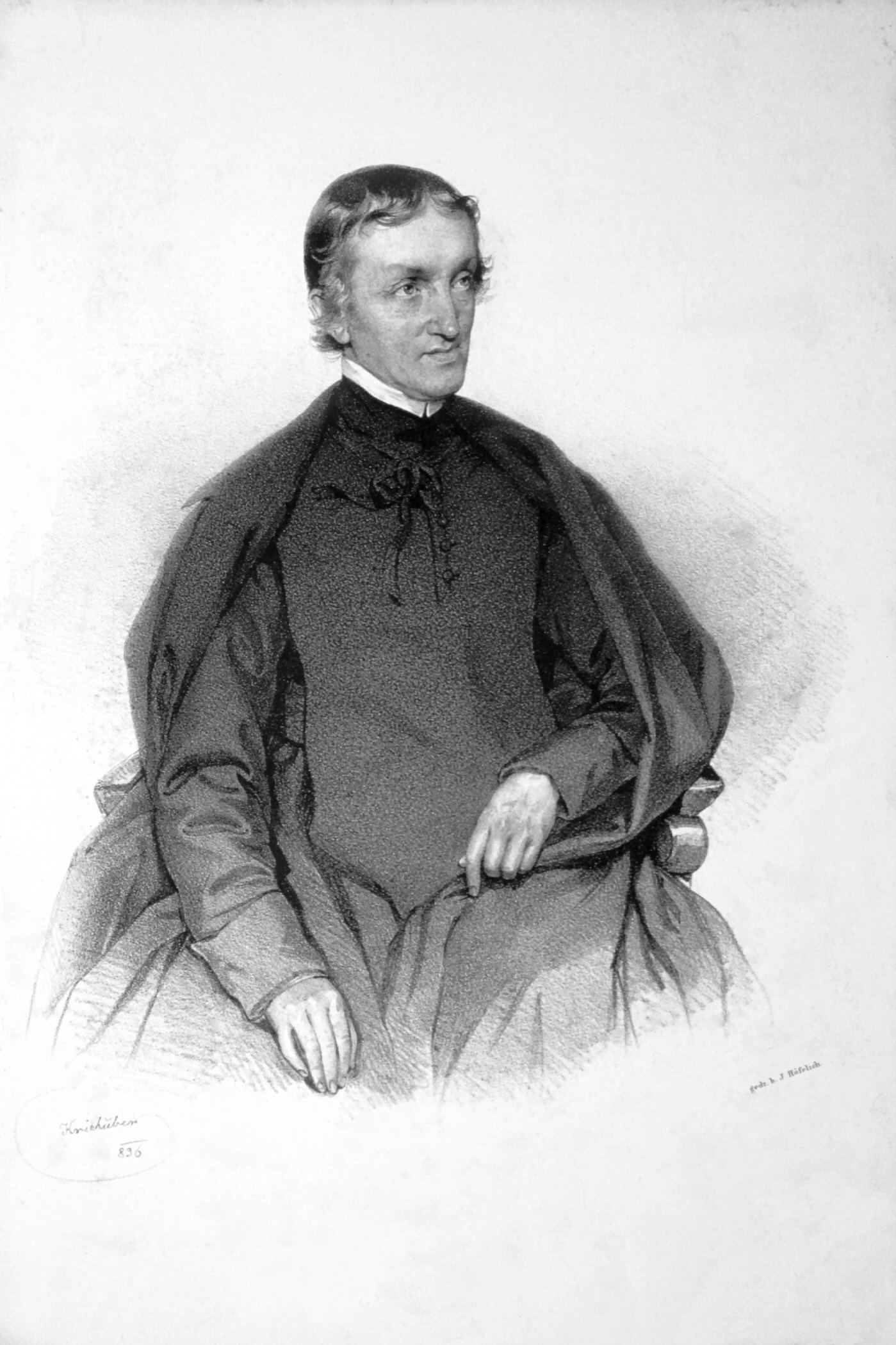
Abt Wilhelm Eder, Lithographie von Josef Kriehuber, 1836

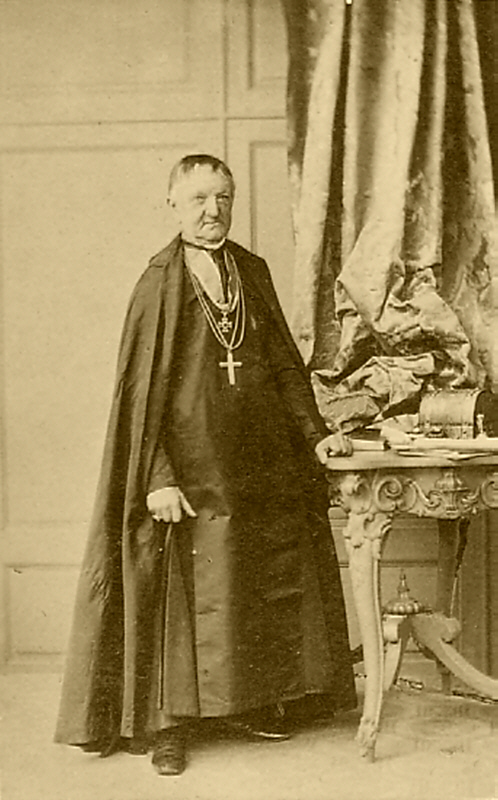
Abt Wilhelm Eder

Wilhelm Eder OSB (* 9. Juni 1780 in Feuersbrunn, Niederösterreich; † 24. September 1866 in Melk a. d. Donau) war ein österreichischer Benediktiner, Theologe, Politiker und von 1838 bis zu seinem Tod der 60. Abt von Stift Melk und Primas des niederösterreichischen Prälatenstandes. Von 1861 bis 1866 war er Abgeordneter zum Landtag von Niederösterreich und Mitglied des österreichischen Reichsrates.

## Leben
Eder wurde im niederösterreichischen Weinbauort Feuersbrunn geboren und trat 1801 in das Stift Melk ein, 1804 legte er dort seine feierliche Profess ab und wurde zum Priester geweiht. Anschließend unterrichtete er einige Jahre lang am Stiftsgymnasium und danach Pastoral- und Moraltheologie an der Melker theologischen Hauslehranstalt. 1813 wurde er zum Stiftsverwalter bestellt, 1838 vom Konvent zum Abt gewählt. In seiner Regierungszeit wirkte er mäßigend auf die kirchlichen Reformbestrebungen des Salzburger Erzbischofs Kardinal Friedrich zu Schwarzenberg ein, setzte diese aber auch teilweise selbst in Melk um. Finanzielle Schwierigkeiten der Abtei konnte er durch großflächige Arrondierungen und rationelle Bewirtschaftung des stiftlichen Grundbesitzes überwinden. Er erwarb für das Stift ein großes Gut in Marghita im Komitat Bihar (heutiges Rumänien) und ermöglichte eine bedeutende Bautätigkeit. So wurde unter seiner Regentschaft das Stift innen wie außen renoviert, Gymnasialräume und Pfarrhöfe wurden neu gebaut.
Von 1847 bis zur Wahl des ersten Landesausschusses war er als Primas des Prälatenstandes Landesverordneter. Von 1861 bis zu seinem Tod war er Abgeordneter des Großgrundbesitzes im niederösterreichischen Landtag. Mitglied des Herrenhauses des österreichischen Reichsrates war er ebenfalls in dessen erster Legislaturperiode von 1861 an.
Wilhelm Eder war eng mit dem mehrfachen Minister und kurzzeitigen Ministerpräsidenten Anton von Schmerling, einem entschiedenen Gegner Metternichs, befreundet. Er starb 1866 in Melk an der Cholera.